# Hagen (Vorname)
Hagen ist ein germanischer männlicher Vorname. 

## Herkunft und Bedeutung
Der Name Hagen geht auf den mehrdeutigen Stamm hag zurück: althochdeutsch „Umzäunung, umzäuntes Grundstück“; germanisch *hag- „bequem, passend, geschickt“. Der Name lässt sich als „Heger“ oder „Beschützer“ deuten. Er ist bekannt durch die Figur des Hagen von Tronje aus dem Nibelungenlied. Eine weitere literarische Figur ist Hagen von Irland, im mittelhochdeutschen Epos Kudrun ein irischer König.
Im Dänischen kommt der Name auch als Variante des norwegischen Vornamens Haakon vor.

## Namensträger
- Hagen Boßdorf (* 1964), deutscher Journalist
- Hagen Drasdo (* 1952), deutscher Künstler, Kommunikationsdesigner, Museumsplaner und Ausstellungsgestalter
- Hagen Fleischer (* 1944), deutsch-griechischer Historiker
- Hagen Hilderhof (* 1937), deutscher freischaffender Bildhauer
- Hagen Jobi (* 1947), deutscher Kommunalpolitiker
- Hagen Keller (* 1937), deutscher Historiker
- Hagen Klein (* 1949), deutscher Motorradrennfahrer
- Hagen Kleinert (* 1941), deutscher Physiker
- Hagen Graf Lambsdorff (* 1935), deutscher Journalist und Diplomat
- Hagen Lichtenberg (* 1943), deutscher Jurist und Hochschullehrer
- Hagen Liebing (1961–2016), deutscher Musiker und Musikjournalist
- Hagen Matzeit (* 1970), deutscher Countertenor und Bariton, Filmkomponist sowie Produzent
- Hagen Möckel (* 1964), deutscher Schauspieler und Synchronsprecher
- Hagen Mueller-Stahl (1926–2019), deutscher Schauspieler sowie Theater- und Filmregisseur
- Hagen Nerdinger (1937–2017), deutscher Zeichner und Grafiker
- Hagen von Ortloff (* 1949), deutscher Journalist und Fernseh-Moderator
- Hagen Pfundner (* 1960), deutscher Apotheker und Industriemanager, Vorstandsmitglied des Bundesverbandes der Deutschen Industrie (BDI)
- Hagen Poetsch (* 1991), deutscher Schachspieler
- Hagen Rether (* 1969), deutscher Kabarettist
- Hagen Schulze (1943–2014), deutscher Historiker
- Hagen Stamm (* 1960), deutscher Wasserballspieler und -trainer
- Hagen Stoll (* 1975), deutscher Musiker und Produzent
- Hagen Wiel (* 1975), deutscher Filmregisseur, Drehbuchautor, Videokünstler und Filmproduzent